# Sund
In de aardrijkskunde is een sund of sound een grote zee- of oceaaninham die dieper is dan een bocht en breder dan een fjord. De term kan daarnaast ook verwijzen naar een smal zee- of oceaankanaal tussen twee landlichamen en in die gevallen dus verwijzen naar een zeegat of een zeestraat.
In Engelstalige plaatsnamen is er weinig consistentie in het gebruik van 'sound'.

## Voorbeelden
Bekende sounds in de betekenis van een baai of zeearm zijn de Long Island Sound bij New York en de Puget Sound bij Seattle. Gekende voorbeelden van sounds in de betekenis van een zeestraat zijn de Hamilton Sound en de Random Sound bij Newfoundland.

## Etymologie
De term sund of sound is afgeleid van het Angelsaksische of Oud-Noorse woord sund, wat ook "zwemmen" betekent.
Het woord sund is al gedocumenteerd in Oud-Noors en Oud-Engels als 'kloof' (of 'nauwe toegang'). Dit suggereert een relatie met werkwoorden die "scheiden" betekent, zoals absondern en aussondern (Duits), söndra (Zweeds), sondre (Noors), maar ook het Engelse zelfstandig naamwoord sin ("zonde"), Duitse Sünde ("afzondering van Gods wet") en Zweeds synd. Engels heeft ook het bijvoeglijk naamwoord "asunder" en het zelfstandig naamwoord "sundry" (van Oud-Engels syndrig, onderscheidend, afgescheiden), en Zweeds heeft het bijvoeglijk naamwoord sönder ("gebroken").
In het Zweeds en in beide Noorse talen is "sund" de algemene term voor elke zeestraat. In het Zweeds en Nynorsk wordt het ook gebruikt in wereldwijde namen, zoals in het Zweedse "Berings sund" en "Gibraltar sund", en in Nynorsk "Beringsundet" en "Gibraltarsundet".